# 灣仔峽公園

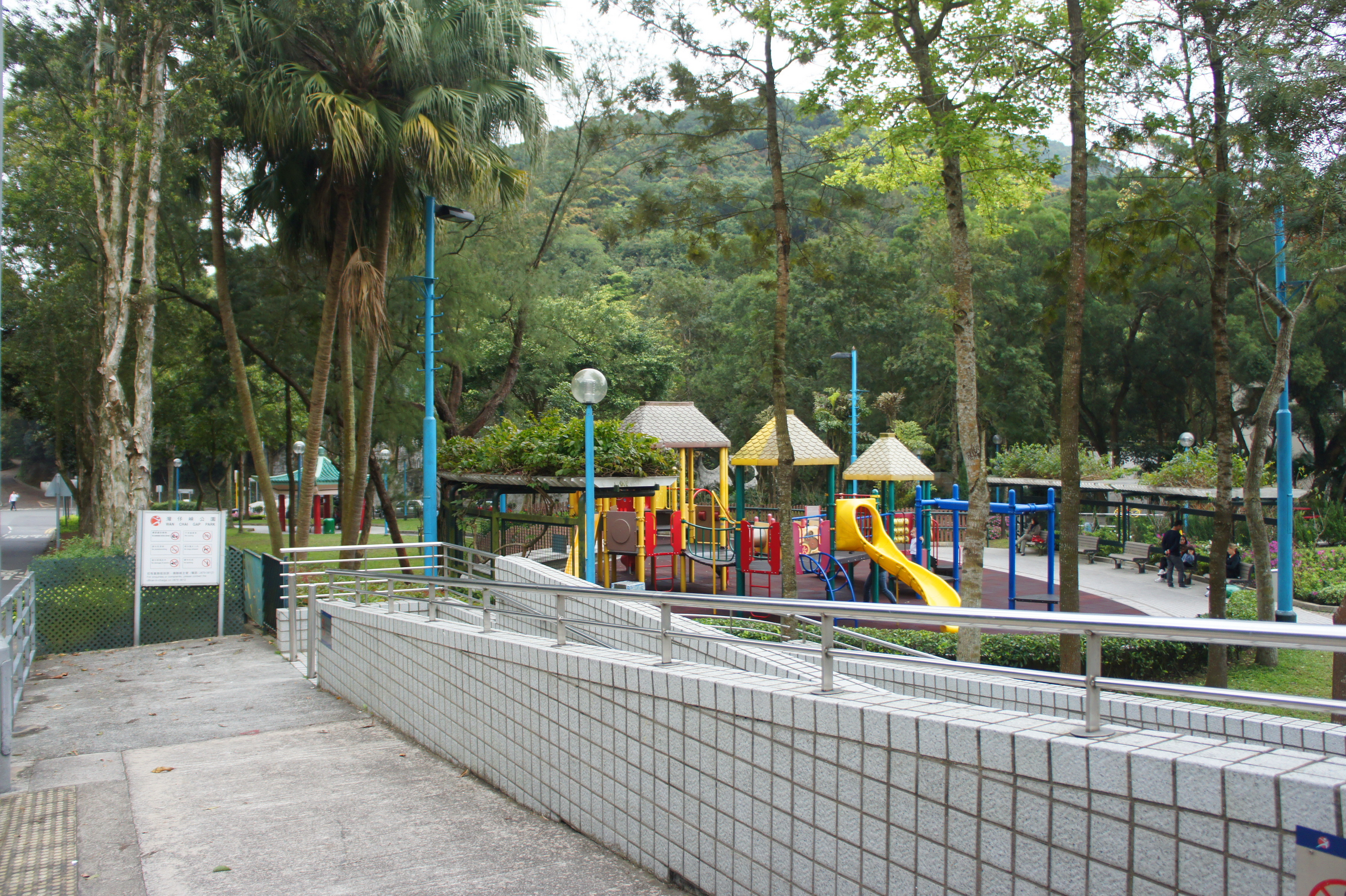
从甘道看儿童游戏场

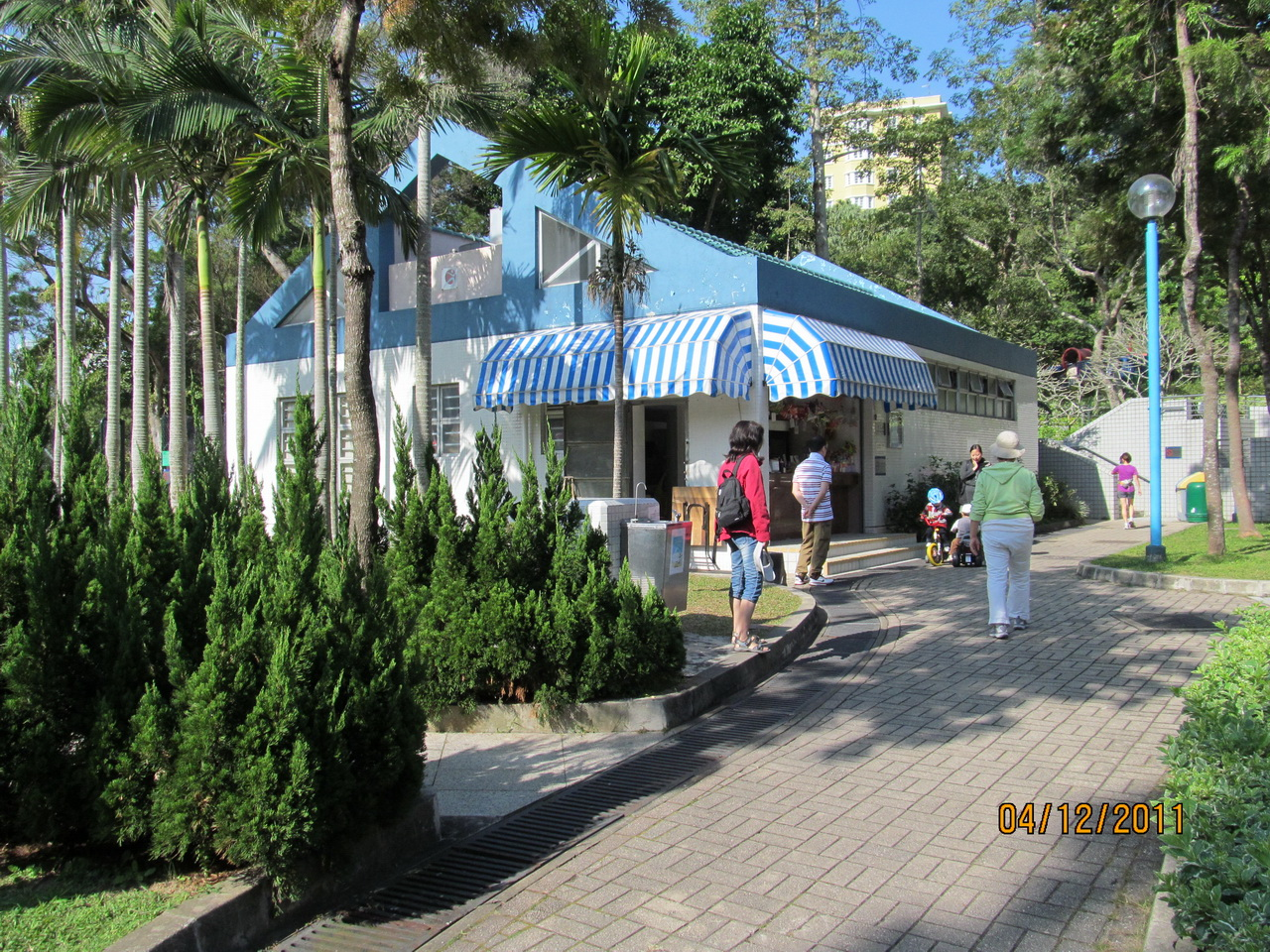
小食亭

灣仔峽公園（英語：Wan Chai Gap Park），原名灣仔峽道遊樂場，是香港灣仔區的公園和遊樂場。公園坐落在灣仔峽的山坳頂，朝南面向香港仔。旁边甘道就是甘道遊樂場。公園東北面是山坳頂，幾條路交叉相接，灣仔峽道、山頂道、司徒拔道、布力徑、甘道、金馬倫山道、中峽道汇聚在同一处。公園南面有金馬倫山道连接到香港仔水塘道。所以公園四通八達，是远足的一個熱門中途点。香港行山友譽灣仔峽為八爪魚徑，因為有八條道路在此交匯。不過由于公園位于山高處，人流量并不大。
公園呈長三角形，有兒童遊樂場，也有小食亭、涼亭和廁所。
公園北边的山上，有警隊博物館。